# 1992 en numismatique
Chronologie de la numismatique
- 1991 en numismatique - 1992 en numismatique - 1993 en numismatique

Cet article présente les faits marquants de l'année 1992 en numismatique.

## Principaux événements numismatiques de l'année 1992

### Par dates

#### Février
- 2 février 1992 :
  -  Union européenne : signature du traité de Maastricht prévoyant la création de l'euro.

#### Mars
- 10 mars 1992 : 
  -  France : création du billet de 50 francs Saint-Exupéry[1]

#### Avril
- 26 avril 1992 :
  -  Macédoine : introduction du denar à la suite de l'indépendance du pays le 8 septembre précédent : 1 denar (MKN) = 1 dinar convertible (« dinar de 1990 ») yougoslave (YUN).

#### Juillet
- 1er juillet 1992 :
  -  RF Yougoslavie : troisième réévaluation du dinar yougoslave : 1 dinar réformé, dit « dinar de 1992 » (YUR) = 10 dinar convertibles « de 1990 » (YUN).
- (date à préciser) :
  -  Bosnie-et-Herzégovine : introduction du dinar de Bosnie-et-Herzégovine à la suite de l'indépendance du pays le 1er mars 1992 précédent : 1 dinar (BAD) = 1 dinar réformé (« dinar de 1992 ») yougoslave (YUR).

#### Décembre
- 23 décembre 1992 :
  -  Croatie : introduction du dinar croate à la suite de l'indépendance du pays le 25 juin 1991 : 1 dinar (HRD) = 1 dinar réformé (« dinar de 1992 ») yougoslave (YUR).

#### Année
- France : émission des pièces commémoratives suivantes :
  - Pièce de 1 franc Première République
  - Pièce de 5 francs Mendès France
  - Pièce de 100 francs Jean Monnet